# Musculus extensor carpi ulnaris
Der Musculus extensor carpi ulnaris (lateinisch für „ellenseitiger Handstrecker“ oder „ulnarer Handstrecker“) ist ein an der Elle (Ulna) gelegener, oberflächlicher Streckmuskel am Unterarm. Er besitzt zwei Muskelköpfe: ein Caput humerale (Oberarmkopf) und ein Caput ulnare (Ellenkopf). Die Ansatzsehne zieht durch das sechste Sehnenscheidenfach des Retinaculum extensorum.

## Funktion
Der Musculus extensor carpi ulnaris ist verantwortlich für Streckung und Ulnarabduktion (Abknicken der Hand in Richtung kleiner Finger) der Hand im Handgelenk. Bei fortgesetztem Einsatz streckt er das Ellbogengelenk.
Bei den meisten vierfüßigen Tieren wirkt der Muskel bereits als Beuger des Vorderfußwurzelgelenks, wird aber dennoch aus vergleichend-anatomischer Sicht als „Extensor“ bezeichnet.
Trotz seines Namens wird der M. extensor carpi ulnaris vom hinteren Zwischenknochennerv (Nervus interosseus antebrachii posterior, C7 und C8) innerviert, der eine Fortsetzung des unteren Zweiges des Nervus radialis ist.
Der Tennisellenbogen (Epicondylitis) ist eine häufige Verletzung des Musculus extensor carpi ulnaris. Diese Verletzung tritt bei denen auf, die wiederholt Arm-, Ellbogen- und Handgelenksbewegungen durchführen, besonders wenn ein Gegenstand fest ergriffen wird.